# SNCAC NC.1071
Le NC.1071 était une version biréacteur du bombardier embarqué NC.1070 développé à la fin de la Seconde Guerre mondiale. Cette variante, tout comme l'appareil dont elle est issue, ne fut jamais produite en série.

## Histoire
L'histoire du NC.1071 débute par un appel d'offres clandestin datant de 1943 et visant à fournir à la marine un bombardier-torpilleur bimoteur. Deux constructeurs répondirent, la SNCAN avec son Nord 1500 Noréclair et la SNCAC avec le NC.1070. Aucune commande d'appareils de série ne fut passée par l'état-major. Ainsi seule une commande de trois prototypes pour le NC.1070 vit le jour, rapidement ramenée à deux. Le premier prototype vola pendant un peu moins d'un an avant d'être arrêté après un accident le 9 mars 1948.
Entre-temps, le 23 octobre 1947, l'état-major avait décidé de moderniser le second prototype en le dotant de turboréacteurs devenant le NC.1071. Cette importante modification coûta environ 100 millions de francs de l'époque. À la vue des restrictions budgétaires, il apparut très vite qu'aucune commande de série ne verrait le jour, cependant il était important de tester les possibilités d'un tel biréacteur et les essais eurent lieu.
Le NC.1071 effectua son premier vol le 12 octobre 1948, entre Toussus-le-Noble et Bretigny aux mains de Fernand Lasne. Les essais en vol révélèrent quelques défauts vite réglés par des retouches ; il en résulta que l'avion fut considéré comme ayant de bonnes qualités de vol à l'exception de vibrations à haute vitesse.
Le 27 juillet 1949, l'appareil lors d'un vol d'essais au Centre d'essais en vol eu un léger accident à l'atterrissage  à cause d'un pneu dégonflé qui endommagea légèrement l'avion. Celui-ci fut réparé et reçut aussi un certain nombre de modifications telles que : le remplacement des pneus à basse pression par d'autres plus petits à haute pression, le remplacement du nez par un autre plus long et largement vitré, l'installation de réservoirs dans les demi-ailes repliables afin de libérer de la place en soute pour les appareillages d'essais. Claude Dellys, pilote d'essais, participa au programme de mise au point de cet appareil.
À la suite de ces modifications validées par le marché 4185 du 13 février 1950, il effectua quelques vols au Centre d'essais en vol. Mais le 8 mai 1951, lors d'un vol à grande vitesse (Mach 0,7) piloté par Jean Sarrail, l'appareil subit d'importantes déformations au niveau de la jonction des dérives avec les fuseaux moteurs. Après s'être posé sans  encombre, il fut décidé au vu du manque d'intérêt pour l'appareil de ne pas le réparer. Il fut alors envoyé à l'école des mécaniciens de Rochefort pour y finir ses jours.
Il fut un moment envisagé de tirer du NC.1071 une version de chasse qui aurait dû être désignée NC.1072.

## Description
Le NC.1071 reprenait la forme générale du NC.1070, c'est-à-dire un bi-réacteur à ailes médianes, bidérive et fuselage triple corps. En effet les berceaux moteurs étaient prolongés par des poutres longitudinales supportant les dérives et au sommet de celles-ci un plan horizontal surplombant le fuselage principal. Peu de choses différaient entre les deux versions : concernant le fuselage, la tourelle de queue était remplacée par un poste d'observateur et la soute recevait trois réservoirs. La principale différence concernait le remplacement des poutres longitudinales par des fuseaux  accueillant des réacteurs Rolls-Royce Nene. L'autre grosse différence concernait le train d'atterrissage qui avait été simplifié par rapport à celui du NC.1070.

## Sources
- Jean Cuny, Les avions de combat français 1944-1960, vol. 2 : Chasse lourde, bombardement, assaut, exploration, Paris, Éditions Larivière, coll. « Docavia », octobre 1989, 279 p., p. 33-35.
- Roland de Narbonne, « Il y a 60 ans : octobre 1948, dans l'aéronautique française. NC 1071, SE 3000, encore deux prototypes sans suite », Le Fana de l'Aviation, no 467,‎ octobre 2008, p. 77-79.

### Aéronefs comparables
Nord 1500 Noréclair

### Variantes
SNCAC NC.1070 - SNCAC NC.1072